# Govor JD Vancea na münchenski varnostni konferenci (2025)
Članek govori o govoru, ki ga je imel podpredsednik Združenih držav JD Vance 14. februarja 2025 na 61. münchenski varnostni konferenci. V njem je Vance kritiziral evropske voditelje zaradi nazadovanja svobode govora in demokracije.

## Povzetek
Osrednja teza govora je, da so notranje varnostne grožnje v Evropi večja nevarnost kot zunanje izhajajoče iz držav, kot sta Rusija ali Kitajska. Notranja nevarnost je v umiku od najbolj osnovnih vrednot, ki si jih EU deli z ZDA. Konkretno se je imenovalo vrednote svoboda govora in demokracije. Nadalje se je množično priseljevanje izpostavilo kot ogromno težavo ne samo Evrope, ampak tudi ZDA. Opozorilo se je na rekordno število prebivalcev, imigrantov, ki je v Nemčiji in ZDA okoli petina vsega prebivalstva. Povečano priseljevanje so povzročile "zavestne odločitve" voditeljev v Evropi in Ameriki v zadnjem desetletju. Vance je napad z vozilom, ki ga je izvedel afganistanski priseljenec na sindikalne demonstrante v Münchnu na predvečer konference, povezal s tem vprašanjem v smislu, da gre še za en primer tovrstnega nasilja v EU in ZDA. Zavzel se je za pravico skupnosti, da se obrani takšnega razvoja dogodkov, za katerega volivci gotovo niso glasovali.

### Evropske vrednote demokracije
JD Vance je v svojem govoru dejal, da so spodkopane evropske demokratične vrednote. Evropske institucije je posebej obtožil "preklica volitev", pri čemer se je skliceval na razveljavitev romunskih predsedniških volitev leta 2024 po zmagi v prvem krogu neodvisnega kandidata Călina Georgescuja. Vance je razveljavitev primerjal s praksami pri sovjetskih rivalih iz obdobja hladne vojne. Dejal je, da "če je demokracijo mogoče uničiti z nekaj sto tisoč dolarji digitalnega oglaševanja iz tujine, potem že na začetku ni bila zelo močna". Povedal je, da so se romunska sodišča odločila za razveljavitev volitev pod pritiskom "šibkih sumov obveščevalne agencije in ogromnega pritiska svojih celinskih sosed".

### Svoboda govora
Vance je evropske voditelje obtožil, da uporabljajo "grde besede iz sovjetskega obdobja, kot je dezinformacija, da bi skrili "stare, utrjene interese" pred alternativnimi pogledi, ki "bi lahko izrazili drugačno mnenje ali, bog ne daj, glasovali drugače - ali še huje, zmagali na volitvah."  V nagovoru je Vance poudarjal pomen demokratične legitimnosti in spoštovanja volilnega telesa. Trdil je, da bi morali evropski voditelji sprejeti javno mnenje, namesto da bi se ga bali, tudi ko izpodbija uveljavljena stališča. Govor je vključeval kritiko same münchenske varnostne konference, ker je nekatere populistične politične voditelje izključila iz udeležbe.
Vance je poudaril, da administracija predsednika Združenih držav Joeja Bidna ni delovala nič bolje, ko je pritiskala na korporacije družbenih medijev pri cenzuriranju "dezinformacij". Kot primer je navedel trditev, da je COVID-19 verjetno pricurljal iz laboratorijev na Kitajskem, ki se je pa izkazala kot očitna resnica. Vance je zagotovil, da bo Trumpova administracija "naredila ravno nasprotno" od utišanja glasov in pozval k temu tudi evropske voditelje. Nadalje je dejal, da "če lahko ameriška demokracija preživi 10 let grajanja Grete Thunberg, lahko vi preživite nekaj mesecev Elona Muska " v zvezi z obtožbami o vmešavanju v nemške volitve zaradi njegove podpore Alternativi za Nemčijo (AfD).

## Odzivi
CNN je zapisal, da je večina obiskovalcev konference, ki je poslušala Vanceov govor, "sedela kamnitih obrazov", govor podpredsednika pa prekinjala z redkim in skromnim aplavzom.
Vanceov govor je bil centralna tema, o kateri so govorili tistega dne na konferenci. Več ameriških in evropskih diplomatov in uradnikov je izrazilo zgroženost nad govorom in omenilo, da je bilo v dvorani "polno ljudi z odprtimi usti". Novi ameriški predsednik Trump pa je omenil, da je bil govor zelo dober, celo briljanten.
Nemški obrambni minister Boris Pistorius je v komentarju na govor JD Vancea dejal, da Vanceova primerjava delov Evrope z avtoritarnimi režimi "ni sprejemljiva". Vodja diplomacije Evropske unije Kaja Kallas je dejala, da ima občutek, da se ZDA "skuša spreti z nami".
Nemški kancler Olaf Scholz je Vancea obtožil sprejemanja skrajne desnice (AfD) v Nemčiji. Ameriški predsednik Donald Trump je znova pohvalil Vanceov govor in glede Evrope dejal, da "izgubljajo svojo čudovito pravico do svobode govora". 